# ادریسی سفلی
ادریسی سفلی، روستایی از توابع بخش الوار گرمسیری شهرستان اندیمشک در استان خوزستان ایران است.این روستا متعلق به طایفه یعقوبوند از ایل دیرکوند میباشد.

## جمعیت
این روستا در دهستان مازو قرار دارد و براساس سرشماری مرکز آمار ایران در سال ۱۳۹۵، جمعیت آن ۷۶ نفر (۲۳خانوار) بوده‌ است.